# 安庆府

安庆府在安徽省的位置（1820年）

安庆府，南宋时设置的府。清朝中期以后，与徽州府等府同属一个巡抚，两者所属巡抚即安徽巡抚，安徽省省名亦源于此。因安徽巡抚亦称安庆巡抚，时安徽省又称安庆省。

## 历史沿革
南宋庆元元年（1195年）升安庆军置，治所在怀宁县（今安徽省潜山市），景定元年（1260年）移治今安庆市。辖境相当今安徽省岳西、桐城两县市以南，枞阳县以西，长江以北地区。元朝至元十四年（1277年）升为安庆路。
至正二十一年（1361年），朱元璋改为宁江府，翌年复为安庆府。安庆府下辖6个县：怀宁县（首县）、桐城县、潜山县、太湖县、宿松县、望江县。清朝初年，属江南省。康熙时，江南分省，为安徽巡抚驻地，亦是安徽省省治。安庆府与該省的庐州府、六安直隶州及湖北省黄州府相邻，南面隔长江与本省池州府以及江西省九江府相望。辛亥革命后，全国废府，故废。

## 延伸阅读
[在维基数据编辑]
 《欽定古今圖書集成·方輿彙編·職方典·安慶府部》，出自陈梦雷《古今圖書集成》